# GCfilms
 (septembre 2012).
Si vous disposez d'ouvrages ou d'articles de référence ou si vous connaissez des sites web de qualité traitant du thème abordé ici, merci de compléter l'article en donnant les références utiles à sa vérifiabilité et en les liant à la section « Notes et références ».
GCfilms est une application pour gérer des collections de films. Les informations associées à chaque film peuvent être récupérées automatiquement depuis Internet. Et on peut aussi leur associer d'autres informations comme l'endroit où il se trouve, le medium utilisé ou à qui le film a été prêté. Il est aussi possible de faire des recherches dans les collections selon des critères comme le réalisateur, le genre, la note et bien plus encore.

## Fonctionnalités

### Récupération automatique
Les informations concernant le film lui-même peuvent être automatiquement récupérées depuis plusieurs sites Internet. Elles peuvent aussi être entrées manuellement.
D'autres informations sont aussi spécifiables comme les langues (audio et sous-titres) ou une note personnelle.

### Gestion des emprunts
Un emprunteur peut être associé à chaque film. Il est alors possible de rapidement afficher tous les films empruntés.
Un message électronique peut aussi être envoyé en rappel à un emprunteur.

### Importation et exportation
Cette application peut importer des collections de films créées avec d'autres logiciels comme Tellico ou Ant Movie Catalog.
La liste de films peut aussi être exportée en différents formats comme l'HTML (en se basant sur des modèles), l'XML ou le SQL.

## La mascotte
La mascotte de GCfilms est un périscope bleu appelé Péri. Il a été créé par LE SPEKTRE, un collectif de créateurs indépendants.
Cette mascotte et utilisée sur le site web de GCfilms et sera dans la prochaine version (6.0) qui devrait être disponible avant fin octobre 2005.

## Plates-formes
GCfilms peut être utilisé sur tout système pour lequel une version de Gtk2-Perl est disponible.
Il a été inclus dans plusieurs distributions GNU/Linux (Debian, Fedora Extras, Ubuntu Linux Universe, Mandriva Linux contribs) et aussi dans les ports FreeBSD.
Une version pour Microsoft Windows existe également.

## Licence
GCfilms est distribué selon les termes de la GNU General Public License.
Toutes les images (y compris la mascotte) sont distribuées sous une double licence : Licence publique générale GNU (pour pouvoir être utilisées dans GCfilms) et Licence Creative Commons Attribution, redistribution à l'identique v. 2.5 (pour laisser les autres créateurs s'en servir).